# Kickxia petiolata
Kickxia petiolata är en grobladsväxtart som beskrevs av David A. Sutton. Kickxia petiolata ingår i släktet spjutsporrar, och familjen grobladsväxter. Inga underarter finns listade i Catalogue of Life.